# Prayagraj
Prayagraj (in hindī प्रयागराज) è una città dell'India, amministrativamente classificata come municipal corporation (990 298 abitanti), capoluogo del distretto di Allahabad e della divisione di Allahabad, nello stato federato dell'Uttar Pradesh. Dall'ottobre 2018 ha cambiato ufficialmente il nome da Allahabad a Prayagraj.
Luogo di grandissima importanza nella religione induista, in quanto posto alla confluenza dei fiumi Gange e Yamuna nonché del mitico Sarasvati (da cui il nome di confluenza tripla o Triveni Sangam), è uno dei quattro siti principali nei quali ha luogo la Kumbh Mela, la festa religiosa più grande del mondo, che si svolge ogni 12 anni.

## Geografia fisica
La città è situata a 25° 26' 60 N e 81° 50' 60 E e ha un'altitudine di 71 m s.l.m.; si trova alla confluenza dei fiumi Gange e Yamuna, e nel punto di convergenza di quattro regioni: il Bundelkhand a sud-ovest, il Bagelkhand a sud-est, l'Awadh a nord e nord-est e il Doab a ovest.

## Storia

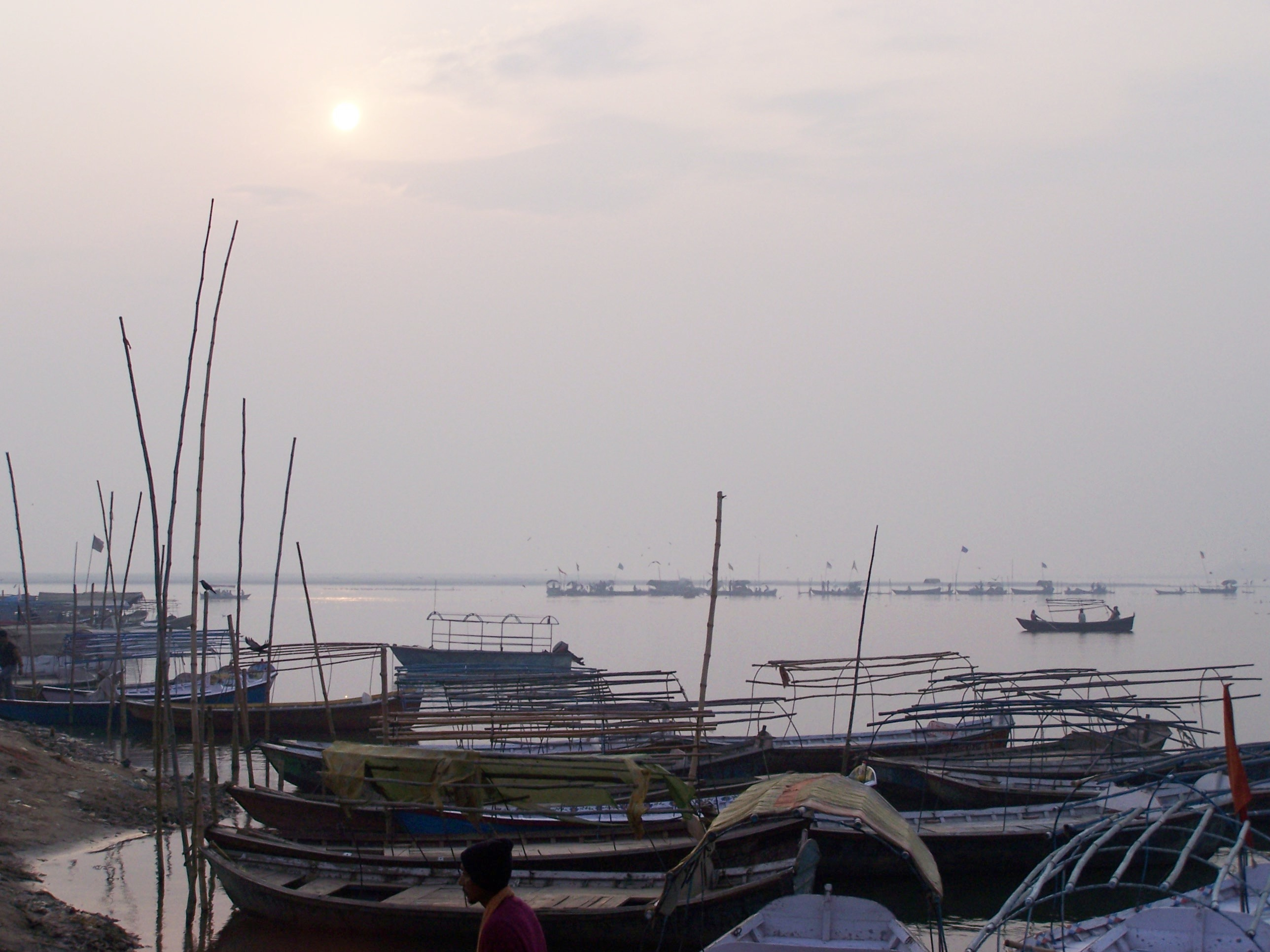
Il punto in cui si incontrano i tre fiumi: Gange, Yamuna e il mitico Sarasvati.

Fu conosciuta con il nome di Prayāga (sanscrito: il luogo del ‘sacrificio’) fino al 1583, quando l'imperatore mughal Akbar fece distruggere la città esistente e ne fece costruire una nuova, chiamandola "al-ilāhābād" (Città della divinità).

## Società

### Evoluzione demografica
In base al numero di abitanti la città rientra nella classe I (da 100 000 persone in su).
Al censimento del 2001 la popolazione di Allahabad assommava a 990 298 persone, delle quali 549 754 maschi e 440 544 femmine. I bambini di età inferiore o uguale ai sei anni assommavano a 94 896, dei quali 50 176 maschi e 44 720 femmine. Infine, coloro che erano in grado di saper almeno leggere e scrivere erano 738 513, dei quali 434 652 maschi e 303 861 femmine.

## Cultura

### Eventi

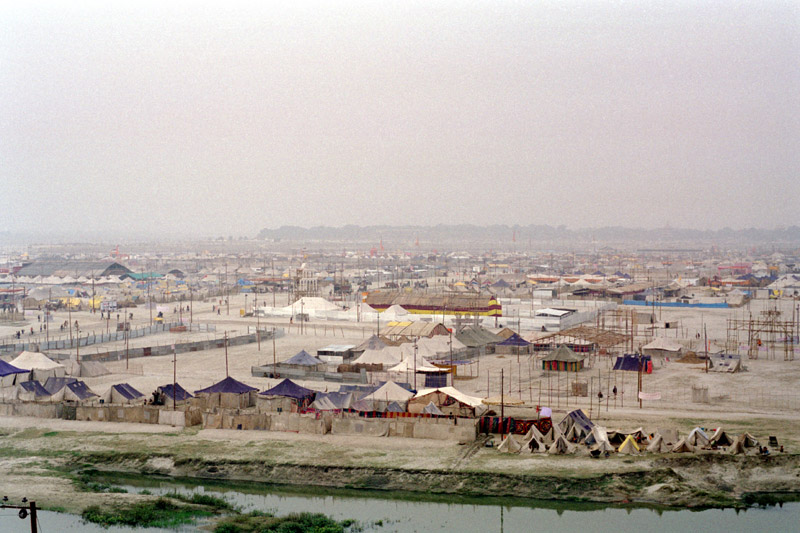
La Kumbha Mela nel 2001.

Ogni 12 anni, in gennaio / febbraio, alla confluenza dei fiumi Gange, Yamuna e del mitico Sarasvati, ha luogo la festa religiosa più grande del mondo, la Kumbha Mela. Alla Kumbha Mela del 2001 presero parte circa 90 milioni di persone. Nel giorno principale della festa si immersero almeno 30 milioni di persone nel fiume, da loro considerato santo e in grado di purificare le anime dai peccati. Ogni sei anni ha luogo una Ardh-Kumbha-Mela e ogni anno, a fine gennaio, la Magh Mela.

### Istruzione
La città possiede diverse università, tra le quali vi è la rinomata University of Allahabad (nel XX secolo soprannominata l'"Oxford dell'est") e l'Indian Institute of Information Technology.

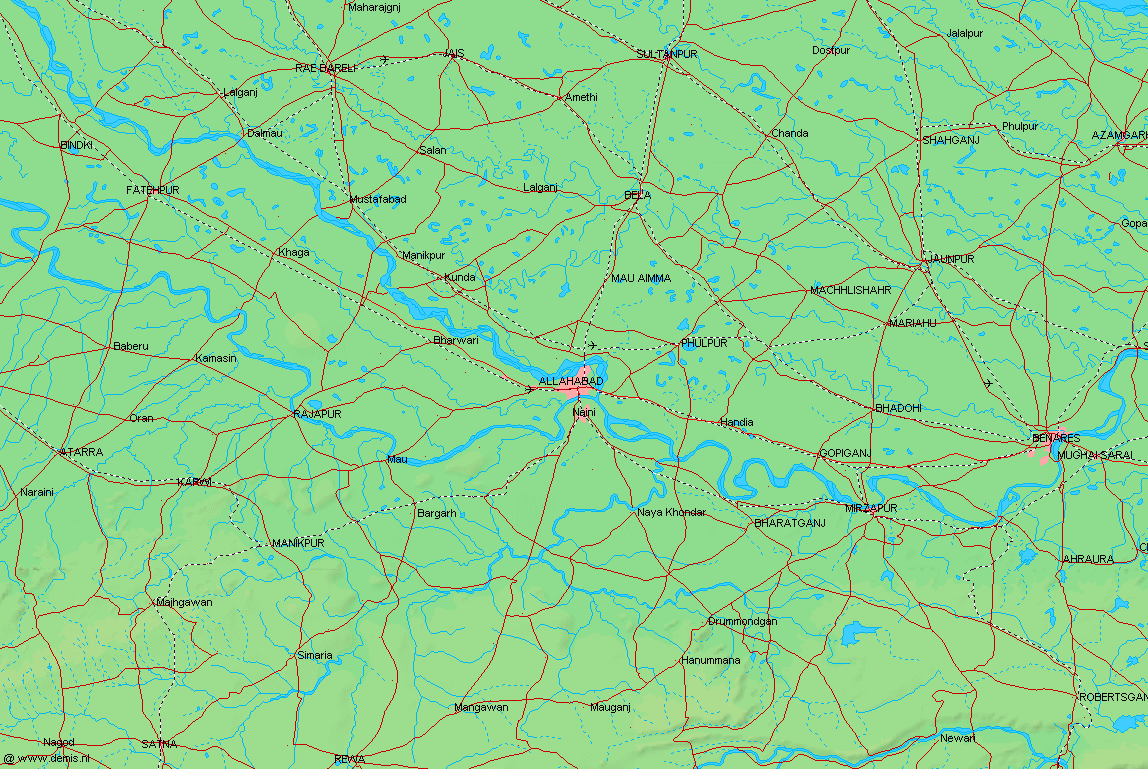
I dintorni di Allahabad.